# Йигвімаа
Повіт Йи́гвімаа, або Йи́гвіський повіт, (ест. Jõhvi maakond, Jõhvimaa, рос. Йыхвимаский уезд, Йыхвимаа) — адміністративно-територіальна одиниця Естонської РСР з 25 лютого 1949 до 26 вересня 1950 року.

## Географічні дані
Площа повіту становила 2922 км2.
Адміністративний центр — місто Йигві.

## Адміністративний поділ
Повіту підпорядковувалися 2 міста: Йигві, Ківіилі; 3 робітничі селища: Агтме, Кюттейиу, Сомпа та 12 волостей, які зі свого боку поділялися на сільські ради.
| Волості                                                                                   | Сільські ради                                       |
| ----------------------------------------------------------------------------------------- | --------------------------------------------------- |
| Алутагузе                                                                                 | Аувереська, Пеетріська, Солдіноська                 |
| Вайвара                                                                                   | Пер'ятсіська, Тюрсамяеська, Вайвараська             |
| Васкнарва                                                                                 | Яамаська, Ремнікуська, Перміскюласька               |
| Ерра                                                                                      | Ерраська, Сондаська                                 |
| Ійзаку                                                                                    | Ійзакуська, Йиуґаська, Катазеська, Вайкласька       |
| Іллука                                                                                    | Іллукаська, Куремяеська                             |
| Йигві                                                                                     | Йигвіська, Путуська, Сомпаська, Тойласька, Вокаська |
| Когтла                                                                                    | Ередаська, Ярвеська, Когтласька, Сакаська           |
| Люганузе                                                                                  | Люґанузеська, Пуртсеська, Вар'яська, Азеріська*     |
| Майдла                                                                                    | Оандуська, Майдласька, Соонурмеська                 |
| Мяетагузе                                                                                 | Кійкласька, Мяетаґузеська, Паґаріська               |
| Тудулінна                                                                                 | Оонурмеська, Тудуліннаська                          |
| * Азеріська сільрада до 25 лютого 1949 року входила до складу волості Магу повіту Вірумаа |                                                     |

## Історія
25 лютого 1949 року Президія Верховної Ради Естонської РСР в інтересах розвитку сланцевого басейну на північному сході республіки постановила виділити частину території  з Віруського повіту для створення самостійного повіту Йигвімаа з центром у місті Йигві.
26 вересня 1950 року в процесі скасування в Естонській РСР повітового та волосного адміністративного поділу Йигвіський повіт ліквідований. На більшій частині його території утворений Йигвіський сільський район. Північно-західні землі повіту стали складовою частиною Ківіиліського району, південно-західні — Муствееського, а решта на північному сході перейшла в підпорядкування місту Нарва.

## Друкований орган
Друкованим органом Йигвіського повітового комітету комуністичної партії (більшовиків) Естонії та Йигвіської повітової ради депутатів трудящих з 1949 до 1950 року була газета «Sotsialismi Tee» («Соціалісмі Тее», «Шлях соціалізму»). Газета виходила також російською мовою.